# Hashomer Hatzaïr
 (octobre 2022).
Si vous disposez d'ouvrages ou d'articles de référence ou si vous connaissez des sites web de qualité traitant du thème abordé ici, merci de compléter l'article en donnant les références utiles à sa vérifiabilité et en les liant à la section « Notes et références ».
Hashomer Hatzaïr ou Histadrout Hashomer Hatzair (en hébreu : השומר הצעיר, « Le jeune garde »[pas clair]) est un mouvement de jeunesse sioniste de gauche né en 1913 en Autriche. Ses fondements sont le judaïsme, le socialisme, le sionisme, le scoutisme, l'amitié entre les peuples et l'esprit pionnier (haloutz en hébreu).

## Histoire

Des pionniers de Hachomer Hatzaïr à Kfar Saba en 1941 en Palestine mandataire.

L'organisation a eu une grande responsabilité dans le soulèvement du ghetto de Varsovie, sous la direction de Mordechaj Anielewicz en 1943. Elle fut un des constituants du Mapam (1948-1992), et ensuite du Meretz deux partis socialistes sionistes membres de l'Internationale socialiste.
C'est actuellement un mouvement de jeunesse encadrant les jeunes sous la forme du scoutisme. Après une réunion en octobre 2006, l' Hashomer européenne a décidé de trois piliers communs pour chaque section, à savoir le socialisme, le sionisme et le judaïsme.
Elle est liée en Israël au mouvement des Kibboutz Artzi, l'aile la plus à gauche du mouvement kibboutznik. Étant donné que les kibboutz artzi ont rejoint la Fédération unifiée (travailliste) des kibboutz, Hashomer Hatzaïr n'a pas rejoint en décembre 2003 le parti successeur du Meretz, Yachad, bien qu'elle en soit idéologiquement très proche.
En France, l'Hashomer Hatzaïr a été créée à Paris, dans le quartier de Belleville, en 1933, par un groupe de jeunes juifs d'origines tunisienne et polonaise. 
Aujourd'hui, la branche française compte, dans quelques villes de France, quelques centaines de membres qui se retrouvent pour de nombreuses activités régulières.
À Paris, l'Hashomer est liée au Cercle Bernard Lazare, ou CBL, du pseudonyme de l'anarchiste juif Bernard Lazare défenseur de Dreyfus et rédacteur originel du texte J'accuse…!.
Comme le CBL qui l'accueille, l'Hashomer présente une forte identité pour de jeunes juives et juifs laïcs, attachés à une double culture, proche du sionisme et de fortes traditions sociales, collectives particulièrement « ouvertes » aussi bien sur une identité juive « profonde » que sur les échanges, la justice et le dialogue avec les autres minorités et majorités en France comme au Proche Orient.
Ces locaux ont vu de nombreuses occasions de rapprochements judéo-arabes, israélo-arabes, israélo-palestiniens et aussi avec toutes les cultures franco-françaises.
En Belgique, L'Hashomer est présente depuis 1920. Elle a une section à Bruxelles et en avait une à Liège. Elle adhère à la « Brith Hairgounim Hakhaloutsim », union des cinq mouvements de jeunesse juifs belges (Bne Akiva, Habonim Dror, JJL, Hanoar Hatizoni). La section de Bruxelles compte aujourd'hui près de 260 membres de 6 à 18 ans.

## Historique

### Le contexte
Dès le début, deux facteurs se sont rencontrés pour fonder l'Hashomer Hatzaïr : 
D'une part le mouvement de la renaissance nationale (sionisme), qui se répandait alors au sein de la jeunesse, et d'autre part, le scoutisme, qui donnait à la jeunesse une vie indépendante et qui se trouvait à la base de différents mouvements de jeunesse du peuple juif. 
Tout d'abord se sont créés des centres indépendants dans divers pays et villes, sans aucun lien entre eux. Seule l'apparition des premiers journaux donna à ces organisations la possibilité de se rapprocher et de se concentrer. Les premières feuilles publiées par les kenim isolés, sont les premières preuves de l'existence de Hashomer Hatzaïr.
Le scoutisme juif apparut en même temps dans des endroits différents, mais tous de culture polonaise. Ces centres étaient la Galicie (qui était alors sous le régime de l'Empire austro-hongrois), où régnaient les conditions d'un développement libre, et la partie de la Pologne sous contrôle de l'Empire russe, où le mouvement se développa clandestinement.
Dans ces deux centres parurent les premiers journaux de Hashomer Hatzaïr. Mais dans ces deux centres, ce mouvement scout fut organisé par une jeunesse provenant des couches à demi assimilées, à savoir les élèves des écoles polonaises. Aussi, dès le premier jour, ce fut la langue polonaise qui domina. Par la suite elle fut remplacée, partiellement d'abord puis complètement, par la langue hébraïque.

### Les balbutiements
En Galicie s'est formé en 1912, dans le cadre d'un club sportif de Lviv, le premier gdoud des Tzofim (bataillon des éclaireurs) comptant 200 haverim (membres). D'autres villes suivirent Lviv, et assez rapidement, le scoutisme juif comptera dans ses rangs plusieurs centaines de membres. 
En 1913, la jeune organisation reçut le nom de Hashomer (La Garde). Pendant la Première Guerre mondiale, le centre du Hashomer Hatzaïr passera à Vienne, où il s'unifiera avec les cercles d'étudiants Tzeïrei Zion (Les Jeunes de Sion).
Cette unification est très importante dans l'histoire de Hashomer Hatzaïr. Les Tzeïrei Zion étaient complètement différents du mouvement qui venait de naître en Pologne : tandis que les Polonais formaient une organisation purement scoute, ne valorisant que la vie scoute et considérant que l'étude ne devait s'en tenir qu'à celle dispensée par l'école, les Tzeïrei Zion, au contraire, formaient des cercles purement intellectuels, méprisant les sports, les promenades et les scouts en général. De plus, tandis que les scouts juifs polonais étaient tout à fait éloignés des valeurs sionistes, les Tzeïrei Tzion avaient une tendance nettement sioniste et socialiste. En fusionnant, les deux mouvements apportèrent leurs conceptions. Pour les scouts : une organisation de jeunesse mettant l'accent sur les activités physiques et sportives ; pour les Tzeïrei Zion : l'importance de l'étude et le désir d'approfondir l'idéologie sioniste-socialiste.
En 1917 paraît à Vienne, le premier journal de presse imprimé de Hashomer Hatzaïr sous le nom : Hashomer, journal de la jeunesse de l'Hashomer Hatzaïr. Pour la première fois, l'idéologie de Hashomer Hatzaïr atteint de larges masses et pénètre dans la jeunesse juive non organisée. Le journal crée les liens avec la jeunesse juive de la Pologne russe qui était organisée dans l'« Union des Scouts Juifs ». Le journal paraîtra jusqu'en 1919.
En même temps que le mouvement plus structuré de la Galicie, le scoutisme juif a pris forme en 1913 dans quelques villes de la Pologne russe comme Varsovie, Łódź, Będzin. Il a commencé à travailler dans la clandestinité, et ne se distinguait guère du scoutisme polonais sous occupation russe, qui lui servait d'exemple.

### La Première Guerre mondiale
La Première Guerre mondiale éclate en 1914. En 1915, les Allemands conquièrent la Pologne russe, et les conditions d'exercice du scoutisme changent. Le réveil national devient de jour en jour plus fort. Les slogans de la renaissance et de la reconstruction d'Eretz-Israël commencent à influencer de grandes masses de la jeunesse juive. Le mouvement scout prend un caractère national sioniste et s'élargit avec rapidité. Au début, le mouvement s'est appelé l'Organisation du Scoutisme Juif. En 1918, l'organisation a pris le nom de « Hashomer-Hatzaïr » (La Jeune Garde). Les deux centres (Empire austro-hongrois et Pologne russe) se développent parallèlement, resserrant de plus en plus les liens idéologiques et administratifs entre eux.
Le 11 novembre 1918, le mouvement Hachomer de Kielce organise un meeting sur l'avenir, évoquant l’autonomie politique et culturelle des Juifs polonais. A l’issue du meeting, des miliciens et soldats polonais tuent quatre Juifs et en blessent de nombreux autres : c’est le pogrom de Kielce de 1918. L’activité du mouvement Hachomer de Kielce sera interrompue pendant deux ans.

### L'entre-deux guerres

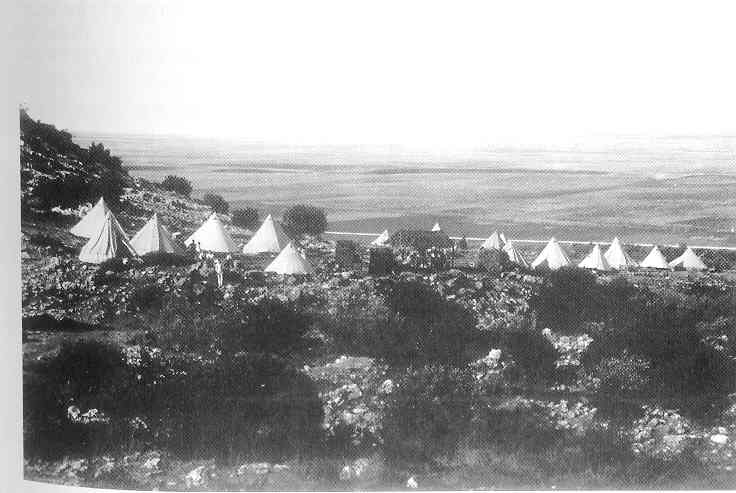
Un camp de l'Hashomer Hatzaïr en 1920 en Palestine mandataire presque 30 ans avant l'établissement de l'État d'Israël

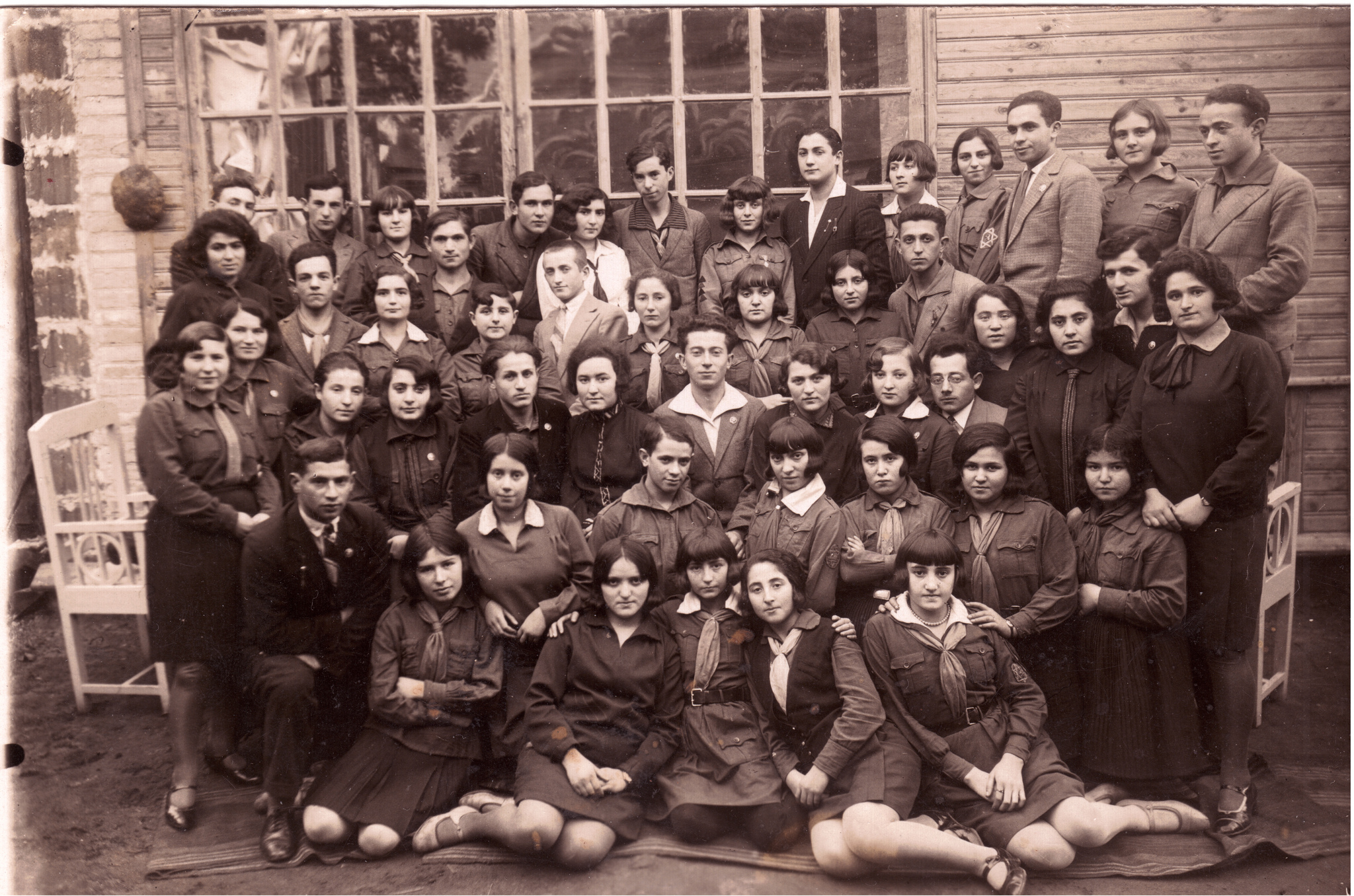
Un groupe de l'Hashomer Hatzaïr en 1934 en Pologne juste avant la Shoah

Avec la fin de la guerre, le centre de Vienne s'affaiblit, après que les chomrim venus de Galicie sont retournés chez eux. Pourtant il reste à Vienne un secrétariat du mouvement galicien qui renouvelle la parution du journal Hashomer, desservant cette fois-ci les deux centres polonais à la fois.
Après les massacres qui marquèrent la Première Guerre mondiale, le peuple juif fut de nouveau touché par de vastes pogroms, en particulier en Ukraine (40 000 morts selon certaines estimations). 
Avec l'effondrement des empires allemands, austro-hongrois et russes, une vague de nationalisme toucha les populations du centre et de l'est de l'Europe en général. De nouveaux états furent créés : Autriche, Hongrie, Pologne, Tchécoslovaquie, Yougoslavie. Cette vague de nationalisme concerna aussi les juifs, d'autant plus que la déclaration Balfour (la promesse d'un « Foyer National Juif » en Palestine) crédibilisait le projet sioniste.
Parmi les premiers qui se sont embarqués pour la Palestine après la Première Guerre mondiale (la 3e Alya), se trouvaient des haverim de la jeune organisation du Hashomer Hatzaïr. Ils formèrent le premier noyau du mouvement en Israël.
Parallèlement, l'immédiat après-guerre a vu Hashomer Hatzaïrs se répandre dans d'autres pays, comme la Roumanie et la Russie. Il s'est alors fait sentir le besoin de coordonner les différents centres nationaux en un mouvement mondial. En 1924, s'est réuni à Dantzig le premier Congrès mondial du Hashomer Hatzaïr. À ce congrès participaient des délégués de sept pays ou régions : Pologne, Galicie, Lituanie, Lettonie, URSS, Roumanie, Dantzig et Palestine mandataire. Ils créèrent une Hanhaga Elyona (Direction mondiale) qui devait diriger le mouvement mondial.
À ce stade, le mouvement n'est plus seulement un mouvement de jeunesse. Il s'affirme aussi comme une force idéologique spécifique. Tout en restant fidèle à l'idéologie sioniste socialiste non-marxiste du Hapoel Hatzaïr, il s'éloigne de celui-ci, considéré comme trop réformiste, et se rapproche d'autres groupes de la gauche radicale, comme le Poale Zion Gauche, dissidence de gauche du Poale Zion (sioniste socialiste marxiste, Travailleurs de Sion).
En Palestine mandataire, le mouvement se renforce, en particulier par la création de fermes collectives. En 1927, les kibboutzim formés par les haverim qui sont sortis des rangs de Hashomer Hatzaïr, jettent les bases de l'organisation des kibboutzim de Hashomer Hatzaïr en Palestine : Hakibboutz Haartzi. Dans la même année se réunit le deuxième Congrès mondial de Hashomer Hatzaïr, qui en approfondit les bases idéologiques et administratives.
Dès ce moment, Hashomer Hatzaïr ne va cesser de se renforcer. Il s'attaque à tous les centres de la vie juive en introduisant partout son idéologie. Il élargit sans cesse ses organisations, et il crée en même temps de nouveaux kibboutzim en Palestine.

### La Seconde Guerre mondiale

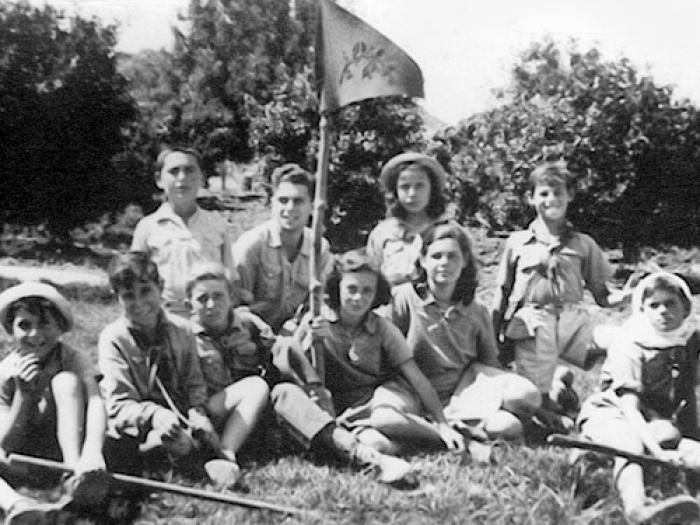
Des membres de l'Hashomer Hatzaïr pendant la Seconde Guerre mondiale

La Seconde Guerre mondiale a porté un grand coup à Hashomer Hatzaïr. Le mouvement a perdu, avec l'extermination du centre polonais, le berceau de son mouvement mondial.
L'après-guerre n'est cependant pas marqué par un arrêt de l'expansion du hashomer. Celui-ci pénètre maintenant dans les centres juifs qui n'avaient pas été atteints par l'Hitlérisme : l'Amérique, l'Afrique et l'Europe Occidentale.

### La création du Mapam
Pour un article plus général, voir Mapam.

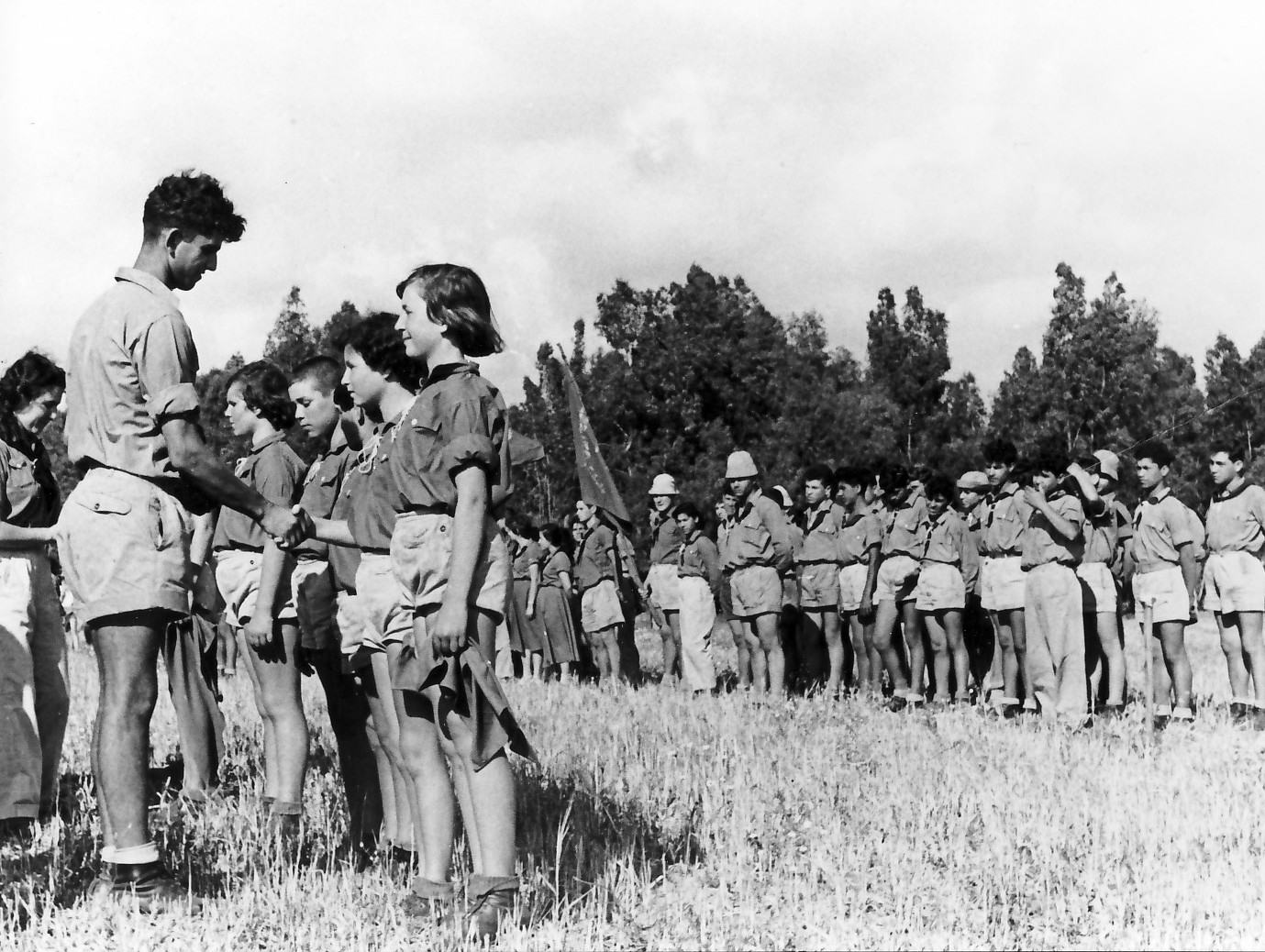
Un groupe de l'Hashomer Hatzaïr en 1955 au kibbutz Gan Shmuel juste après l'établissement de l'État d'Isräel

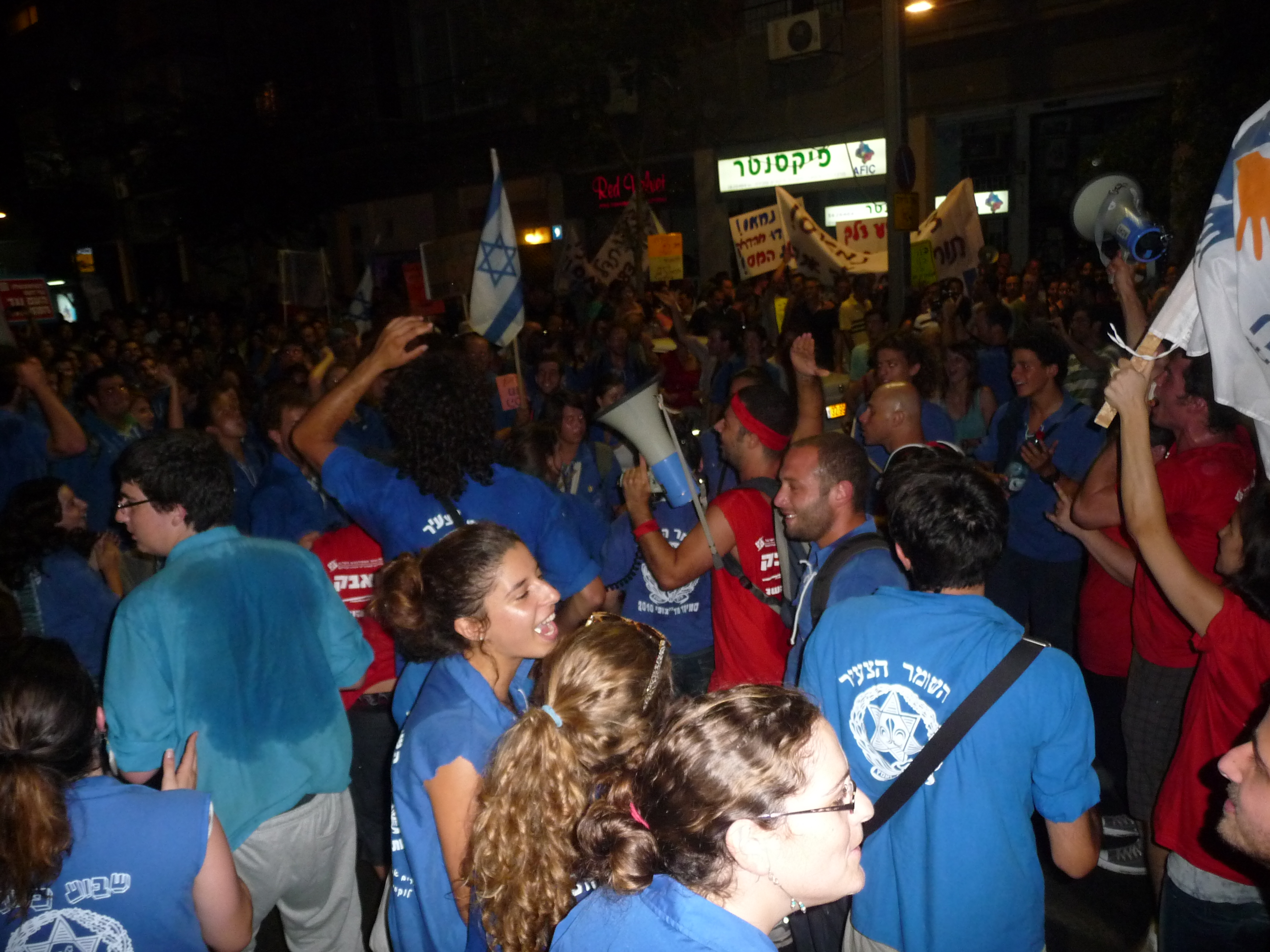
Manifestation des membres de l'Hashomer Hatzaïr contre le prix du logement en 2011 à Tel Aviv

Après la dernière guerre, les contradictions idéologiques entre Hashomer Hatzaïr et le Mapaï (le parti unifié de la gauche sioniste, assez réformiste) s'accentuent. L'organisation crée alors en 1947 un véritable parti, appelé également « Hashomer Hatzaïr ».
Au début de 1948, le parti Hashomer Hatzaïr fusionne avec les 2 autres partis du Socialisme haloutzique en Israël : la dissidence de gauche du Mapai, l'Achdut Ha'avoda et le Poale Zion Gauche. 
Ainsi née Mifleget HaPoalim HaMeuhedet : « Parti unifié des ouvriers » ou Mapam. Le parti prend une orientation nettement pro-soviétique. En 1949, il obtient presque 15 % des voix, devenant le second parti du pays, derrière le Parti Travailliste.
À compter du début des années 1950, l'Union soviétique de Staline lance une violente campagne anti-sioniste. En 1952, des communistes juifs sont accusés de « sionisme » pendant le procès de Prague. Puis en 1953, des médecins juifs sont mis en cause dans le « complot des blouses blanches ». Ces évolutions secouent énormément les partisans du stalinisme. En 1954, l'aile droite du parti, Achdut Ha'avoda, quitte le Mapam, refusant l'alignement sur l'URSS.
En 1955, le Mapam subit un revers électoral, passant de 12,5 % à 7,3 % des suffrages. Le parti décide alors de prendre ses distances avec l'URSS, mais reste positionné comme le parti sioniste le plus à gauche du pays. La même année, l'aile gauche du parti critique l'éloignement d'avec l'Union Soviétique. Sous la direction de Moshé Sneh, ancien chef d'État-major de la Haganah, elle rejoint le Parti communiste d'Israël. Elle y renforce la tendance juive la plus favorable au sionisme (même si elle ne s'en réclame plus officiellement).
Ces deux départs, ainsi que les liens passés avec l'URSS, affaiblissent nettement le Mapam. Avec une base sociologique étroite, celle des kibboutzim, le Mapam ne retrouve plus jamais son influence originelle. Le parti n'a en effet jamais réussi à s'implanter en milieu urbain, que ce soit dans le prolétariat ou dans les classes moyennes. Tant sa base électorale que son projet social sont étroitement liés aux kibboutzim. Ce n'est que pendant les années 1950 qu'il réussit à gagner des voix dans d'autres milieux. Il y parvient de plus en plus difficilement avec le temps.
De novembre 1955 à novembre 1961, le parti fait partie du gouvernement. Il y revient en janvier 1966, et y restera jusqu'en 1977.
À compter des élections de 1969, le Mapam se présente aux élections sur les mêmes listes de candidats que le parti travailliste, mais sans fusionner (second alignement, ou Ma'arakh). Il continue cette politique jusqu'aux élections de 1988, pour lesquelles il se présente à nouveau seul. Le départ du Mapam de la coalition de gauche est lié au refus du gouvernement d'union nationale qui voit le Likoud (droite nationaliste) et les travaillistes gouverner ensemble de 1984 à 1990.
En 1992, le Mapam, et donc les militants hashomer, participent à la création du parti Meretz.

## Anciens
Hashomer Hatzaïr a vu passer dans ses rangs de nombreuses personnes qui sont devenues des militants importants du mouvement ouvrier ou des personnalités de la société israélienne, française ou d'autres pays du monde :
- Mordechaj Anielewicz
- Alexandre Arcady
- Menahem Begin
- Hansi Brand
- Henry Bulawko
- Tony Cliff
- Bat-Sheva Dagan
- Alex Dancyg
- Avi Dichter
- Boris Fraenkel
- Agnès Jaoui
- Élie Kakou
- Rozka Korczak
- Diane Kurys
- Éliane Karp
- Abba Kovner
- Abraham Léon
- Daniel Lindenberg
- Marc Loewenstein
- Ernest Mandel
- Gola Mire
- Benny Morris
- Haim Oron
- Christian Picquet
- Haviva Reik
- Roza Robota
- Sam Spiegel
- Manès Sperber
- Leopold Trepper
- Henri Weber
- Daniel Zajfman
- Mathias Wargon